# Drvenik (Zlarin)
Koordinati:   43°40′08″N, 15°52′47″E
Drvenik je majhen nenaseljen otoček šibeniškega arhipelaga v srednji Dalmaciji (Hrvaška).
Drvenik leži okoli 1 km vzhodno od rta Rat na otoku Zlarin. Na severnem delu otočka, ki ima površino 0,309 km², stoji svetilnik. Dolžina obalnega pasu je 2,43 km. Najvišji vrh je visok 52 mnm.
Iz pomorske karte je razvidno, da svetilnik, ki stoji na severu otočka, oddaja svetlobni signal: Z Bl 3s.